# Demodes frenata
Demodes frenata là một loài bọ cánh cứng trong họ Cerambycidae.